# Olivier Aubin-Mercier
Olivier Aubin-Mercier (Montreal, 23 de fevereiro de 1989) é um lutador canadense de artes marciais mistas, que atualmente compete no peso-leve do Ultimate Fighting Championship. Ele ficou mais famoso por competir no reality show The Ultimate Fighter Nations: Canadá vs. Austrália.

## Carreira no MMA
Aubin-Mercier fez sua estreia profissional em 2011 competindo como peso meio médio em promoções regionais no Quebec. Ele acumulou um recorde de 4-0, finalizando todas os oponentes por finalização no primeiro round antes de fazer as audições para o The Ultimate Fighter.

### The Ultimate Fighter
Em Dezembro de 2013, foi anunciado que Aubin-Mercier seria membro do The Ultimate Fighter Nations: Canadá vs. Austrália, representando o Canadá nos meio médios.
Durante o show, Aubin-Mercier enfrentou primeiro Jake Matthews nas quartas de final por decisão unânime. Nas semifinais, Aubin-Mercier derrotou Richard Walsh por finalização (mata-leão) para chegar à final.

### Ultimate Fighting Championship
Aubin-Mercier fez sua estréia oficial contra o membro de equipe Chad Laprise na final do peso meio médio em 16 de Abril de 2014 no The Ultimate Fighter Nations Finale. Laprise venceu a luta por decisão dividida.
Aubin-Mercier enfrentou Jake Lindsey em uma luta de leves em 4 de Outubro de 2014 no UFC Fight Night: MacDonald vs. Saffiedine. Aubin-Mercier ganhou a luta por finalização no segundo round, o que lhe rendeu também o prêmio de Performance da Noite.
Aubin-Mercier enfrentou David Michaud em 25 de Abril de 2015 no UFC 186. Ele venceu a luta por finalização no terceiro round.
Aubin-Mercier era esperado para lutar em 23 de Agosto de 2015 no UFC Fight Night: Holloway vs. Oliveira, contra Chris Wade, no entanto, Wade se lesionou e foi substituído por Tony Sims. Mercier venceu a luta por decisão unânime.
Aubin-Mercier era esperado para enfrentar o brasileiro Joaquim Silva em 30 de Janeiro de 2016 no UFC on Fox: Johnson vs. Bader. No entanto, uma lesão tirou Silva do evento e ele foi substituído por Diego Ferreira

## Título
- Ultimate Fighting Championship
  - Performance da Noite (Uma vez)

## Cartel no MMA
| Cartel no MMA   |             |            |
| 16 lutas        | 11 vitórias | 5 derrotas |
| Por nocaute     | 1           | 0          |
| Por finalização | 8           | 0          |
| Por decisão     | 2           | 5          |

| Res.    | Cartel | Oponente             | Método                                      | Evento                                    | Data       | Round | Tempo | Local                   | Notas                                               |
| ------- | ------ | -------------------- | ------------------------------------------- | ----------------------------------------- | ---------- | ----- | ----- | ----------------------- | --------------------------------------------------- |
| Derrota | 11-5   | Arman Tsarukyan      | Decisão (unânime)                           | UFC 240: Holloway vs. Edgar               | 27/07/2019 | 3     | 5:00  | Alberta                 |                                                     |
| Derrota | 11-4   | Gilbert Burns        | Decisão (unânime)                           | UFC 231: Holloway vs. Ortega              | 08/12/2018 | 3     | 5:00  | Toronto, Ontario        |                                                     |
| Derrota | 11-3   | Alexander Hernandez  | Decisão (unânime)                           | UFC on Fox: Alvarez vs. Poirier II        | 28/07/2018 | 3     | 5:00  | Calgary, Alberta        |                                                     |
| Vitória | 11-2   | Evan Dunham          | Nocaute Técnico (joelhada no corpo e socos) | UFC 223: Khabib vs. Iaquinta              | 07/04/2018 | 1     | 0:53  | Brooklyn, Nova Iorque   | Performance da Noite.                               |
| Vitória | 10-2   | Anthony Rocco Martin | Decisão (dividida)                          | UFC Fight Night: Rockhold vs. Branch      | 16/09/2017 | 3     | 5:00  | Pittsburgh, Pensilvânia |                                                     |
| Vitória | 9-2    | Drew Dober           | Finalização (mata leão)                     | UFC 206: Holloway vs. Pettis              | 10/12/2016 | 2     | 2:57  | Toronto, Ontario        |                                                     |
| Vitória | 8-2    | Thibault Gouti       | Finalização (mata leão)                     | UFC Fight Night: MacDonald vs. Thompson   | 18/06/2016 | 3     | 2:28  | Ottawa, Ontario         |                                                     |
| Derrota | 7-2    | Diego Ferreira       | Decisão (unânime)                           | UFC on Fox: Johnson vs. Bader             | 30/01/2016 | 3     | 5:00  | Newark, New Jersey      |                                                     |
| Vitória | 7-1    | Tony Sims            | Decisão (unânime)                           | UFC Fight Night: Holloway vs. Oliveira    | 23/08/2015 | 3     | 5:00  | Saskatoon, Saskatchewan |                                                     |
| Vitória | 6-1    | David Michaud        | Finalização (mata leão)                     | UFC 186: Johnson vs. Horiguchi            | 25/04/2015 | 3     | 3:24  | Montreal, Quebec        |                                                     |
| Vitória | 5-1    | Jake Lindsey         | Finalização (triângulo invertido)           | UFC Fight Night: MacDonald vs. Saffiedine | 04/10/2014 | 2     | 3:22  | Halifax, Nova Scotia    | Estreia nos Leves; Performance da Noite.            |
| Derrota | 4-1    | Chad Laprise         | Decisão (dividida)                          | UFC Fight Night: Bisping vs. Kennedy      | 16/04/2014 | 3     | 5:00  | Quebec City, Quebec     | Estreia no UFC; Perdeu o TUF Nations no Meio Médio. |
| Vitória | 4-0    | Jason Meisel         | Finalização (mata leão)                     | Challenge MMA 22                          | 17/08/2013 | 1     | 1:38  | Montreal, Quebec        |                                                     |
| Vitória | 3-0    | Jordan Jewell        | Finalização (mata leão)                     | Slamm 1                                   | 30/11/2012 | 1     | 1:53  | Montreal, Quebec        |                                                     |
| Vitória | 2-0    | Daniel Ireland       | Finalização (mata leão)                     | Ringside MMA 13                           | 17/03/2012 | 1     | 1:10  | Montreal, Quebec        |                                                     |
| Vitória | 1-0    | Guy Poulin           | Finalização (mata leão)                     | Ringside MMA 12                           | 21/10/2011 | 1     | 0:58  | Montreal, Quebec        |                                                     |